# Jugoistočna Slovenija (regija)
Jugoistočna Slovenija (slovenski:Jugovzhodna Slovenija) je jedna od dvanaest statističkih regija Slovenije. Po podacima iz 2005. u regiji je živjelo 139.747 stanovnika.
Regija obuhvaća općine:
- Općina Črnomelj
- Općina Dolenjske Toplice
- Općina Kočevje
- Općina Kostel
- Općina Loški Potok
- Općina Metlika
- Općina Mirna Peč
- Općina Mokronog-Trebelno
- Općina Novo mesto
- Općina Osilnica
- Općina Ribnica
- Općina Semič
- Općina Sodražica
- Općina Straža
- Općina Šentjernej
- Općina Šentrupert
- Općina Škocjan
- Općina Šmarješke Toplice
- Općina Trebnje
- Općina Žužemberk